# Chicosci

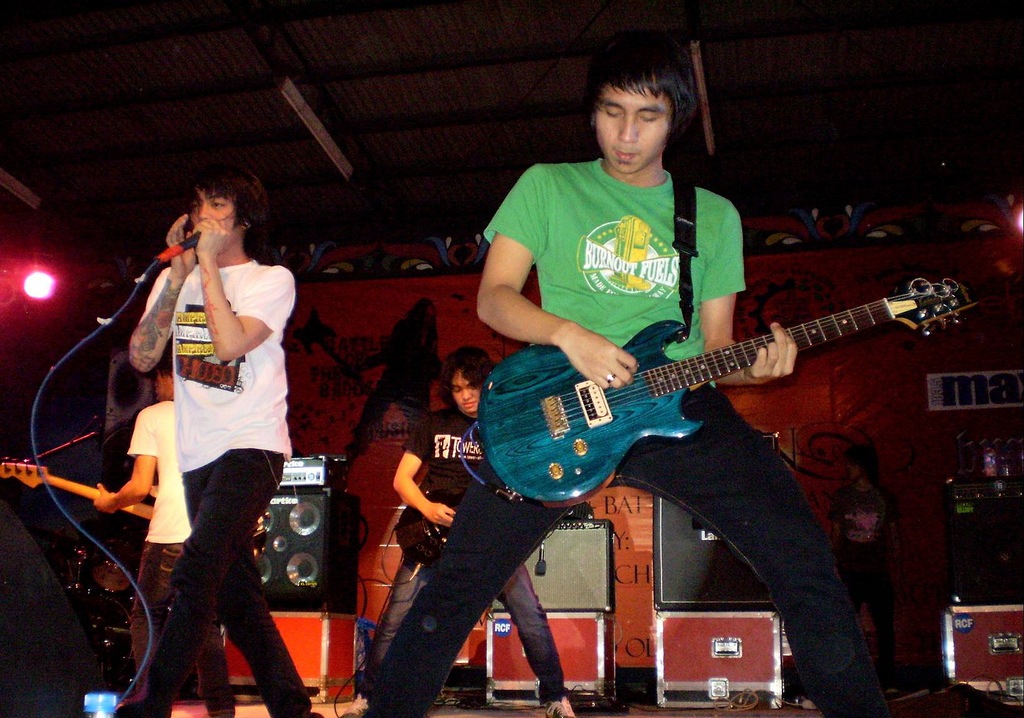
Chicosci en 2008.

ChicoSci (se escribe también Chicosci), es una banda musical de rock de Filipinas, formada en 1996 en Manila. Los géneros que han sido también influenciados musicalmente son el Nu metal, el Hardcore punk y el Rap metálico. La banda fue formada por unos estudiantes de la Universidad Ateneo de Manila. Sus álbumes Revenge of the Giant Robot y Method of Breathing fueron producidas bajo el sello de EMI Philippines.

## Miembros
- Miguel Chávez - Vocalista
- Mong Alcaraz - Guitarras, vocalista
- Ariel Lumanlan - Guitarras
- Carlos Calderon - Bajo
- Macoy Estacio- Baterías

### Antiguos miembros
- Eugene Esquivas - Percusionista (2000 - 2007)
- Sonny Baquisal - Guitarras (2000 - 2007)
- Joel Salvador - Baterías (1996 - 2008)

## Discografía
- 2000 – Revenge of the Giant Robot
- 2002 – Method Of Breathing
- 2004 – Icarus
- 2006 – ChicoSci
- 2007 – BEST

## Sencillos
| Año  | Síngles                            | Álbum                      |
| ---- | ---------------------------------- | -------------------------- |
| 2000 | Soopafly                           | Revenge of the Giant Robot |
| 2000 | Amen                               | Revenge of the Giant Robot |
| 2001 | Sink or Swim                       | Revenge of the Giant Robot |
| 2002 | Glass is Broken                    | Method of Breathing        |
| 2002 | Rolento                            | Method of Breathing        |
| 2003 | Paris                              | Method of Breathing        |
| 2004 | Shallow Graves                     | Icarus                     |
| 2004 | Theme from Conversations with Fire | Icarus                     |
| 2004 | An Argument                        | Icarus                     |
| 2006 | A Promise                          | Chicosci                   |
| 2007 | 7 Black Roses                      | Chicosci                   |
| 2007 | Chicosci Vampire Social Club       | Chicosci                   |
| 2008 | Last Look                          | Chicosci                   |

## Videos musicales
| Año  | Título                       | Director         |
| ---- | ---------------------------- | ---------------- |
| 2001 | Sink or Swim                 | Lyle Sacris      |
| 2003 | Paris                        |                  |
| 2004 | Shallow Graves               | Quark Henares    |
| 2006 | A Promise                    | Trinka Lat       |
| 2007 | 7 Black Roses                | Treb Monteras II |
| 2007 | Chicosci Vampire Social Club |                  |
| 2008 | Last Look                    |                  |

- Datos: Q5096567